# Mentalité (album)
Pour les articles homonymes, voir Mentalité.
Albums de RK
100 rancunes
(2021) DLPDA
(2024)
Mentalité est le cinquième album du rappeur français RK. Cet album est sorti en deux parties : la première sort le 7 octobre 2022 et la seconde le 9 décembre 2022.

## Liste des pistes
| 1. | Mentalité                        | RK                  | Heezy Lee, Unfazzed                          | 2:49 |
| 2. | Aqua (feat. Koba LaD)            | RK, Koba LaD        | Flem, Shiruken Music                         | 2:35 |
| 3. | Lola                             | RK                  | SHK                                          | 2:26 |
| 4. | Indiana (feat. Guy2Bezbar & Mig) | RK, Guy2Bezbar, Mig | Guapo du Soleil, Uraken                      | 2:49 |
| 5. | AP7                              | RK                  | MOC, Isma                                    | 3:25 |
| 6. | Nous contre eux                  | RK                  | SHK                                          | 2:43 |
| 7. | Manque                           | RK                  | Young KO, Noxious, XAVii, Arty, Shaman Beatz | 2:43 |
| 8. | Tour                             | RK                  | Yann Dakta & Rednose                         | 3:05 |

| 1. | Mission                       | RK           | Heizenberg, Chapo, Ken & Ryu | 2:33 |
| 2. | Agrume                        | RK           | HoloMobb, Boumidjal          | 2:46 |
| 3. | 12 coups                      | RK           | Josh, Tigri                  | 2:55 |
| 4. | Paix & Plata (feat. Soolking) | RK, Soolking | Nass Brans                   | 2:53 |
| 5. | Tortank                       | RK           | Josh, Tigri                  | 1:57 |
| 6. | Clap clap                     | RK           | Kendox Beatz, 05             | 2:11 |
| 7. | Dis-moi (feat. Eva)           | RK, Eva      | Heezy Lee, Unfazzed          | 2:40 |
| 8. | Outro                         | RK           | Shiruken Music               | 3:07 |

## Titres certifiés en France
- Aqua (feat. Koba LaD)  Or [3]
- Lola  Diamant [4]

## Clips vidéos
- Aqua (feat. Koba LaD) : 8 juillet 2022
- Indiana (feat. Guy2Bezbar & Mig) : 16 septembre 2022
- Lola : 5 octobre 2022
- Tortank : 11 novembre 2022
- Clap clap : 25 novembre 2022

## Classements et certifications
| Région        | Certification | Ventes/Streams |
| ------------- | ------------- | -------------- |
| France (SNEP) | Or            | 50 000         |